# Kościół poewangelicki w Izbicy Kujawskiej
Kościół poewangelicki – dawna świątynia protestancka znajdująca się w mieście Izbica Kujawska, w województwie kujawsko-pomorskim.
Jest to budowla wzniesiona w stylu neogotyckim w latach 1907–1909. W 1906 roku został wmurowany kamień węgielny pod budowę świątyni. W 1909 roku kościół został poświęcony i oddany do użytku. Budowla miała 77 stóp długości, 35 stóp szerokości, a wieża świątyni miała 110 stóp wysokości. W latach świetności do wyposażenia kościoła należały: ołtarz, obraz ołtarzowy (kopia obrazu Biermannsa „Wniebowstąpienie Chrystusa – Himmelfahrt Christi”), ambona, ławki kościelne, gotycka chrzcielnica.
W 1910 roku świątynia w Izbicy Kujawskiej została ustanowiona kościołem filialnym. Świątynia przestała pełnić funkcje sakralne na początku lat 70. XX wieku. Obecnie należy do prywatnego właściciela.